# واسمه
واسمه (به لاتین: Wasmes) یک منطقهٔ مسکونی در بلژیک است که در کولفونتن واقع شده‌است.